# Petra Maria Mühl
Petra Maria Mühl (* 1965 in Hannover) ist eine deutsche Malerin, Zeichnerin, Fotografin und Installations-Künstlerin.

## Biographie
Petra Maria Mühl war von 1981 bis 1984 unter der Leitung von José Luis de Delás Mitglied im Studio für Neue Musik in Köln, bevor sie 1985 bis 1988 die Schule für Gestaltung Basel besuchte. Anschließend studierte sie von 1988 bis 1995 an der Hochschule für Gestaltung Offenbach am Main, wo sie mit dem Werk „Erinnern und Vergessen: eine Installation“ 1995 ihr Diplom erhielt. Im Jahr 1991 erhielt sie in Wiesbaden den Förderpreis der Futura AG, und 1993–95 in Offenbach das Johannes-Mosbach-Stipendium. Von 2004 bis 2006 war sie Vorstand des bok – Bund Offenbacher Künstler. Danach führte sie von 2006 bis 2011 ein Atelier auf Mallorca. Seit 2011 lebt und arbeitet sie in Offenbach und Frankfurt am Main.

## Künstlerische Arbeit
Seit 1994 befasst sich Petra Maria Mühl mit dem Gesamtthema Erinnern und Vergessen.
Im Werk Der Rosentisch experimentiert sie mit Wachs und Rosen. Seit 2005 bot sie im Melencolia-Projekt und in der Ausstellung Saturnzeit eine weiterführende Einführung in die Kunstgeschichte. Im Wiesbadener Frauen-Museum zeigte Petra Maria Mühl unter dem Titel Jetzt wird Erinnerung drei Schwerpunkte ihrer Arbeit: Ordnung, Objekte und Orte. Ihr Werk Rosenkosmos entstand 2006 mit großformatigen Fotografien der Rosenwachsobjekte (Abzüge vom Colornegativ auf Alu-Dibond, 1 × 1 m).
Seit 2012 befasst sie sich mit Installationen und digitaler Malerei. In der Installation Die kleinste Zelle zeigte sie eins der Verliese, in denen Kinder von Erwachsenen oder Frauen von Männern gefangengehalten und missbraucht werden.
Mühls Collagen und Fotografien zeigen digitale Motive, die in verschiedenen Raum- und Zeitebenen verschachtelt werden. Mühl sagt dazu: „Ein bisschen will ich den nomadisierenden Bilderströmen im weltweiten Netz einen festen Ort verschaffen.“

## Ausstellungen (Auswahl)

### Einzelausstellungen
- 1996: Mainz: Galerie der Stadt
- 1998/2000: Frankfurt/M.: Galerie Schamretta
- 2001: Hanau: Remise Schloss Philippsruhe
- 2001/2003: Offenbach/M: bok-Galerie
- 2004: Maintal: Galerie der Stadt
- 2005: Wiesbaden: frauen museum – Ordnung, Objekte, Orte[6]
- 2006: Mallorca: Galerie Son Bauló
- 2008: Alaró auf Mallorca: Galería Castell Miquel
- 2009: Frankfurt/M.: Roland Berger Strategy GmbH
- 2009: Hamburg: Galerie bei Marks
- 2011: Offenbach/M: Galerie Salon13
- 2015: Geiselbach-Omersbach: kleiner kunstraum 21 von Gotthart Eichhorn, 9. Mai bis 14. Juni 2015[7]

### Gruppenausstellungen
- 1992: Offenbach/M: Offenbacher Kunstverein – Zwei mal Bilder: Petra Mühl, Georgia Wilhelm
- 1993: Aschaffenburg: Kunstraum am Rathaus – Widerpart – Künstler im Dialog[8]
- 2002: Offenbach/M: Deutsches Ledermuseum – Was bleibt[9]
- 2012: Offenbach/M: Heyne Kunst Fabrik – Gewalt[10]